# لیگ جهانی والیبال ۲۰۰۳
لیگ جهانی والیبال ۲۰۰۳ چهاردهمین دوره از رقابت‌های لیگ جهانی می‌باشد که از ۱۶ مه تا ۱۳ ژوئیه برگزار شد. دور نهایی این دوره لیگ جهانی در مادرید، اسپانیا برگزار شد.

## گروه‌بندی
| گروه A                             | گروه B                           | گروه C                                        | گروه D                     |
| ---------------------------------- | -------------------------------- | --------------------------------------------- | -------------------------- |
| روسیه · لهستان · اسپانیا · ونزوئلا | برزیل · ایتالیا · پرتغال · آلمان | صربستان و مونته‌نگرو · هلند · کوبا · بلغارستان | فرانسه · چک · یونان · ژاپن |

## دور نخست
- دو تیم برتر هر گروه به دور نهایی راه می‌یافتند.

اگر اسپانیا به عنوان میزبان دور پایانی، اول یا دوم نمی‌شد، در دور نهایی به همراه بهترینِ سه تیم دوم این چهار گروه، در دور پایانی حضور پیدا می‌کرد.

### گروه A
|      |         |          | مسابقات | مسابقات | ست‌ها | ست‌ها | ست‌ها  | امتیازها | امتیازها | امتیازها |
| رتبه | تیم     | امتیازها | برد     | باخت    | برد  | باخت | نسبت  | برد      | باخت     | نسبت     |
| ---- | ------- | -------- | ------- | ------- | ---- | ---- | ----- | -------- | -------- | -------- |
| ۱    | روسیه   | ۲۲       | ۱۰      | ۲       | ۳۱   | ۱۳   | ۲٫۳۸۵ | ۱٬۰۵۴    | ۹۱۷      | ۱٫۱۴۹    |
| ۲    | لهستان  | ۱۸       | ۶       | ۶       | ۲۴   | ۲۱   | ۱٫۱۴۳ | ۱٬۰۳۴    | ۱۰۱۰     | ۱٫۰۲۴    |
| ۳    | اسپانیا | ۱۷       | ۵       | ۷       | ۲۳   | ۳۱   | ۰٫۷۴۲ | ۱٬۱۷۷    | ۱٬۲۳۹    | ۰٫۹۵۰    |
| ۴    | ونزوئلا | ۱۵       | ۳       | ۹       | ۱۶   | ۲۹   | ۰٫۵۵۲ | ۹۴۸      | ۱۰۴۷     | ۰٫۹۰۵    |

### نتایج گروه A[۱]
| تاریخ   |         | نتیجه |         | ست ۱  | ست ۲  | ست ۳  | ست ۴  | ست ۵  | مجموع   |
| ------- | ------- | ----- | ------- | ----- | ----- | ----- | ----- | ----- | ------- |
| ۲۴ مه   | اسپانیا | ۳–۲   | لهستان  | ۲۵–۲۷ | ۲۹–۳۱ | ۲۶–۲۴ | ۲۵–۲۲ | ۱۶–۱۴ | ۱۲۱–۱۱۸ |
| ۲۴ مه   | ونزوئلا | ۱–۳   | روسیه   | ۲۵–۱۶ | ۲۱–۲۵ | ۱۳–۲۵ | ۱۵–۲۵ |       | ۷۴–۹۱   |
| ۲۵ مه   | ونزوئلا | ۰–۳   | روسیه   | ۱۵–۲۵ | ۱۷–۲۵ | ۲۲–۲۵ |       |       | ۵۴–۷۵   |
| ۲۵ مه   | اسپانیا | ۳–۲   | لهستان  | ۱۸–۲۵ | ۲۷–۲۵ | ۲۴–۲۶ | ۲۵–۲۳ | ۱۵–۱۱ | ۱۰۹–۱۱۰ |
| ۳۰ مه   | روسیه   | ۳–۱   | اسپانیا | ۱۸–۲۵ | ۲۵–۱۹ | ۲۵–۲۰ | ۲۵–۱۸ |       | ۹۳–۸۲   |
| ۳۱ مه   | ونزوئلا | ۰–۳   | لهستان  | ۱۷–۲۵ | ۲۱–۲۵ | ۱۸–۲۵ |       |       | ۵۶–۷۵   |
| ۳۱ مه   | روسیه   | ۳–۱   | اسپانیا | ۲۵–۱۹ | ۲۴–۲۶ | ۲۵–۱۵ | ۲۵–۲۰ |       | ۹۹–۸۰   |
| ۱ ژوئن  | ونزوئلا | ۱–۳   | لهستان  | ۲۴–۲۶ | ۲۵–۲۰ | ۱۹–۲۵ | ۲۱–۲۵ |       | ۸۹–۹۶   |
| ۶ ژوئن  | اسپانیا | ۲–۳   | روسیه   | ۱۸–۲۵ | ۲۳–۲۵ | ۲۶–۲۴ | ۲۵–۲۳ | ۹–۱۵  | ۱۰۱–۱۱۲ |
| ۶ ژوئن  | لهستان  | ۰–۳   | ونزوئلا | ۲۰–۲۵ | ۲۲–۲۵ | ۲۰–۲۵ |       |       | ۶۲–۷۵   |
| ۷ ژوئن  | لهستان  | ۳–۰   | ونزوئلا | ۲۵–۱۸ | ۲۵–۱۳ | ۲۵–۲۳ |       |       | ۷۵–۵۴   |
| ۸ ژوئن  | اسپانیا | ۱–۳   | روسیه   | ۲۴–۲۶ | ۲۵–۲۰ | ۲۱–۲۵ | ۲۳–۲۵ |       | ۹۳–۹۶   |
| ۱۳ ژوئن | روسیه   | ۳–۰   | ونزوئلا | ۲۵–۲۳ | ۲۵–۱۷ | ۲۷–۲۵ |       |       | ۷۷–۶۵   |
| ۱۳ ژوئن | لهستان  | ۳–۱   | اسپانیا | ۲۵–۲۲ | ۳۳–۳۱ | ۱۵–۲۵ | ۲۵–۱۴ |       | ۹۸–۹۲   |
| ۱۴ ژوئن | لهستان  | ۲–۳   | اسپانیا | ۲۲–۲۵ | ۲۵–۱۸ | ۲۲–۲۵ | ۲۵–۱۷ | ۱۱–۱۵ | ۱۰۵–۱۰۰ |
| ۱۴ ژوئن | روسیه   | ۳–۱   | ونزوئلا | ۲۵–۱۴ | ۲۲–۲۵ | ۲۵–۱۳ | ۲۵–۲۱ |       | ۹۷–۷۳   |
| ۲۰ ژوئن | اسپانیا | ۳–۲   | ونزوئلا | ۲۳–۲۵ | ۲۶–۲۴ | ۲۵–۲۳ | ۲۳–۲۵ | ۱۵–۱۳ | ۱۱۲–۱۱۰ |
| ۲۰ ژوئن | لهستان  | ۰–۳   | روسیه   | ۱۹–۲۵ | ۲۰–۲۵ | ۲۰–۲۵ |       |       | ۵۹–۷۵   |
| ۲۱ ژوئن | لهستان  | ۳–۱   | روسیه   | ۲۵–۲۲ | ۳۱–۳۳ | ۲۵–۲۱ | ۲۵–۱۷ |       | ۱۰۶–۹۳  |
| ۲۲ ژوئن | اسپانیا | ۱–۳   | ونزوئلا | ۲۵–۱۹ | ۲۲–۲۵ | ۲۲–۲۵ | ۱۶–۲۵ |       | ۸۵–۹۴   |
| ۲۷ ژوئن | روسیه   | ۳–۰   | لهستان  | ۲۵–۱۵ | ۲۵–۲۰ | ۲۵–۱۴ |       |       | ۷۵–۴۹   |
| ۲۸ ژوئن | ونزوئلا | ۳–۱   | اسپانیا | ۲۲–۲۵ | ۲۵–۲۲ | ۲۶–۲۴ | ۲۶–۲۴ |       | ۹۹–۹۵   |
| ۲۸ ژوئن | روسیه   | ۰–۳   | لهستان  | ۲۳–۲۵ | ۱۹–۲۵ | ۲۹–۳۱ |       |       | ۷۱–۸۱   |
| ۲۹ ژوئن | ونزوئلا | ۲–۳   | اسپانیا | ۲۲–۲۵ | ۲۵–۲۰ | ۲۰–۲۵ | ۲۵–۲۲ | ۱۳–۱۵ | ۱۰۵–۱۰۷ |

### گروه B
|      |         |          | مسابقات | مسابقات | ست‌ها | ست‌ها | ست‌ها  | امتیازها | امتیازها | امتیازها |
| رتبه | تیم     | امتیازها | برد     | باخت    | برد  | باخت | نسبت  | برد      | باخت     | نسبت     |
| ---- | ------- | -------- | ------- | ------- | ---- | ---- | ----- | -------- | -------- | -------- |
| ۱    | برزیل   | ۲۲       | ۱۰      | ۲       | ۳۲   | ۱۳   | ۲٫۴۶۲ | ۱٬۰۷۴    | ۹۴۶      | ۱٫۱۳۵    |
| ۲    | ایتالیا | ۲۰       | ۸       | ۴       | ۲۸   | ۱۶   | ۱٫۷۵۰ | ۱٬۰۶۳    | ۹۸۵      | ۱٫۰۷۹    |
| ۳    | آلمان   | ۱۶       | ۴       | ۸       | ۲۰   | ۲۹   | ۰٫۶۹۰ | ۱٬۰۵۳    | ۱۱۴۸     | ۰٫۹۱۷    |
| ۴    | پرتغال  | ۱۴       | ۲       | ۱۰      | ۱۱   | ۳۳   | ۰٫۳۳۳ | ۹۲۹      | ۱۰۴۰     | ۰٫۸۹۳    |

### نتایج گروه B[۲]
| تاریخ   |         | نتیجه |         | ست ۱  | ست ۲  | ست ۳  | ست ۴  | ست ۵  | مجموع   |
| ------- | ------- | ----- | ------- | ----- | ----- | ----- | ----- | ----- | ------- |
| ۲۳ مه   | ایتالیا | ۳–۰   | پرتغال  | ۲۵–۱۶ | ۲۵–۱۸ | ۲۵–۱۹ |       |       | ۷۵–۵۳   |
| ۲۴ مه   | برزیل   | ۳–۰   | آلمان   | ۲۵–۱۵ | ۲۹–۲۷ | ۲۵–۱۹ |       |       | ۷۹–۶۱   |
| ۲۵ مه   | برزیل   | ۳–۱   | آلمان   | ۲۵–۱۶ | ۲۳–۲۵ | ۲۵–۱۳ | ۲۵–۱۴ |       | ۹۸–۶۸   |
| ۲۵ مه   | ایتالیا | ۳–۰   | پرتغال  | ۲۵–۱۹ | ۲۷–۲۵ | ۲۵–۱۸ |       |       | ۷۷–۶۲   |
| ۳۰ مه   | ایتالیا | ۱–۳   | برزیل   | ۲۳–۲۵ | ۲۳–۲۵ | ۲۵–۱۹ | ۲۳–۲۵ |       | ۹۴–۹۴   |
| ۳۱ مه   | پرتغال  | ۲–۳   | آلمان   | ۲۵–۲۳ | ۱۹–۲۵ | ۲۵–۱۸ | ۲۴–۲۶ | ۹–۱۵  | ۱۰۲–۱۰۷ |
| ۱ ژوئن  | پرتغال  | ۳–۱   | آلمان   | ۲۵–۲۱ | ۲۴–۲۶ | ۲۵–۱۹ | ۲۵–۱۷ |       | ۹۹–۸۳   |
| ۱ ژوئن  | ایتالیا | ۳–۲   | برزیل   | ۲۳–۲۵ | ۲۱–۲۵ | ۲۵–۲۱ | ۲۵–۲۲ | ۱۶–۱۴ | ۱۱۰–۱۰۷ |
| ۷ ژوئن  | آلمان   | ۱–۳   | ایتالیا | ۱۹–۲۵ | ۲۴–۲۶ | ۲۵–۲۲ | ۱۶–۲۵ |       | ۸۴–۹۸   |
| ۷ ژوئن  | پرتغال  | ۰–۳   | برزیل   | ۲۱–۲۵ | ۲۵–۲۷ | ۲۲–۲۵ |       |       | ۶۸–۷۷   |
| ۸ ژوئن  | آلمان   | ۱–۳   | ایتالیا | ۱۸–۲۵ | ۲۵–۱۹ | ۲۲–۲۵ | ۲۹–۳۱ |       | ۹۴–۱۰۰  |
| ۸ ژوئن  | پرتغال  | ۰–۳   | برزیل   | ۱۹–۲۵ | ۲۳–۲۵ | ۱۵–۲۵ |       |       | ۵۷–۷۵   |
| ۱۴ ژوئن | آلمان   | ۲–۳   | برزیل   | ۱۸–۲۵ | ۲۳–۲۵ | ۲۵–۲۲ | ۲۵–۲۱ | ۹–۱۵  | ۱۰۰–۱۰۸ |
| ۱۴ ژوئن | پرتغال  | ۰–۳   | ایتالیا | ۲۲–۲۵ | ۲۲–۲۵ | ۲۶–۲۸ |       |       | ۷۰–۷۸   |
| ۱۵ ژوئن | آلمان   | ۰–۳   | برزیل   | ۲۱–۲۵ | ۱۹–۲۵ | ۲۰–۲۵ |       |       | ۶۰–۷۵   |
| ۱۵ ژوئن | پرتغال  | ۰–۳   | ایتالیا | ۲۱–۲۵ | ۱۵–۲۵ | ۲۱–۲۵ |       |       | ۵۷–۷۵   |
| ۲۱ ژوئن | برزیل   | ۰–۳   | ایتالیا | ۲۷–۲۹ | ۲۳–۲۵ | ۱۹–۲۵ |       |       | ۶۹–۷۹   |
| ۲۱ ژوئن | آلمان   | ۲–۳   | پرتغال  | ۲۵–۲۲ | ۱۷–۲۵ | ۲۳–۲۵ | ۲۵–۲۳ | ۱۱–۱۵ | ۱۰۱–۱۱۰ |
| ۲۲ ژوئن | برزیل   | ۳–۱   | ایتالیا | ۲۳–۲۵ | ۲۷–۲۵ | ۲۵–۲۲ | ۲۵–۲۱ |       | ۱۰۰–۹۳  |
| ۲۲ ژوئن | آلمان   | ۳–۱   | پرتغال  | ۱۷–۲۵ | ۲۵–۲۲ | ۳۳–۳۱ | ۲۵–۱۷ |       | ۱۰۰–۹۵  |
| ۲۷ ژوئن | برزیل   | ۳–۱   | پرتغال  | ۲۱–۲۵ | ۲۵–۱۶ | ۲۵–۱۴ | ۲۵–۱۹ |       | ۹۶–۷۴   |
| ۲۷ ژوئن | ایتالیا | ۱–۳   | آلمان   | ۲۳–۲۵ | ۲۸–۲۶ | ۲۲–۲۵ | ۲۲–۲۵ |       | ۹۵–۱۰۱  |
| ۲۸ ژوئن | برزیل   | ۳–۱   | پرتغال  | ۲۵–۱۶ | ۲۵–۲۳ | ۲۱–۲۵ | ۲۵–۱۸ |       | ۹۶–۸۲   |
| ۲۹ ژوئن | ایتالیا | ۱–۳   | آلمان   | ۲۵–۱۹ | ۲۱–۲۵ | ۲۱–۲۵ | ۲۲–۲۵ |       | ۸۹–۹۴   |

### گروه C
|      |                     |          | مسابقات | مسابقات | ست‌ها | ست‌ها | ست‌ها  | امتیازها | امتیازها | امتیازها |
| رتبه | تیم                 | امتیازها | برد     | باخت    | برد  | باخت | نسبت  | برد      | باخت     | نسبت     |
| ---- | ------------------- | -------- | ------- | ------- | ---- | ---- | ----- | -------- | -------- | -------- |
| ۱    | صربستان و مونته‌نگرو | ۲۰       | ۸       | ۴       | ۳۰   | ۱۹   | ۱٫۵۷۹ | ۱٬۱۳۸    | ۱٬۰۵۴    | ۱٫۰۸۰    |
| ۲    | بلغارستان           | ۲۰       | ۸       | ۴       | ۳۱   | ۲۱   | ۱٫۴۷۶ | ۱٬۱۸۵    | ۱٬۱۰۸    | ۱٫۰۶۹    |
| ۳    | هلند                | ۱۷       | ۵       | ۷       | ۲۰   | ۲۷   | ۰٫۷۴۱ | ۱٬۰۲۹    | ۱۰۸۱     | ۰٫۹۵۲    |
| ۴    | کوبا                | ۱۵       | ۳       | ۹       | ۱۶   | ۳۰   | ۰٫۵۳۳ | ۹۵۴      | ۱۰۶۳     | ۰٫۸۹۷    |

### نتایج گروه C[۳]
| تاریخ   |                     | نتیجه |                     | ست ۱  | ست ۲  | ست ۳  | ست ۴  | ست ۵  | مجموع   |
| ------- | ------------------- | ----- | ------------------- | ----- | ----- | ----- | ----- | ----- | ------- |
| ۲۳ مه   | بلغارستان           | ۲–۳   | کوبا                | ۲۵–۲۰ | ۲۵–۱۸ | ۲۲–۲۵ | ۲۹–۳۱ | ۱۳–۱۵ | ۱۱۴–۱۰۹ |
| ۲۴ مه   | هلند                | ۱–۳   | صربستان و مونته‌نگرو | ۲۵–۲۰ | ۲۱–۲۵ | ۱۶–۲۵ | ۱۸–۲۵ |       | ۸۰–۹۵   |
| ۲۵ مه   | بلغارستان           | ۳–۰   | کوبا                | ۲۵–۱۹ | ۳۲–۳۰ | ۲۵–۱۵ |       |       | ۸۲–۶۴   |
| ۲۵ مه   | هلند                | ۳–۱   | صربستان و مونته‌نگرو | ۲۵–۲۳ | ۲۰–۲۵ | ۳۲–۳۰ | ۲۵–۲۲ |       | ۱۰۲–۱۰۰ |
| ۳۰ مه   | صربستان و مونته‌نگرو | ۳–۲   | بلغارستان           | ۲۶–۲۴ | ۲۳–۲۵ | ۲۵–۲۲ | ۱۸–۲۵ | ۱۵–۱۳ | ۱۰۷–۱۰۹ |
| ۳۱ مه   | هلند                | ۳–۰   | کوبا                | ۲۵–۲۲ | ۲۵–۱۶ | ۲۵–۲۰ |       |       | ۷۵–۵۸   |
| ۱ ژوئن  | هلند                | ۳–۲   | کوبا                | ۱۹–۲۵ | ۱۸–۲۵ | ۲۵–۱۹ | ۲۵–۲۱ | ۱۵–۱۲ | ۱۰۲–۱۰۲ |
| ۱ ژوئن  | صربستان و مونته‌نگرو | ۲–۳   | بلغارستان           | ۲۸–۲۶ | ۲۳–۲۵ | ۲۰–۲۵ | ۲۶–۲۴ | ۹–۱۵  | ۱۰۶–۱۱۵ |
| ۶ ژوئن  | هلند                | ۱–۳   | بلغارستان           | ۲۵–۲۲ | ۲۳–۲۵ | ۲۱–۲۵ | ۲۰–۲۵ |       | ۸۹–۹۷   |
| ۷ ژوئن  | هلند                | ۲–۳   | بلغارستان           | ۲۲–۲۵ | ۲۴–۲۶ | ۲۵–۲۰ | ۲۵–۲۱ | ۱۲–۱۵ | ۱۰۸–۱۰۷ |
| ۶ ژوئن  | کوبا                | ۲–۳   | صربستان و مونته‌نگرو | ۲۵–۲۱ | ۲۱–۲۵ | ۲۵–۱۷ | ۱۷–۲۵ | ۱۱–۱۵ | ۹۹–۱۰۳  |
| ۷ ژوئن  | کوبا                | ۱–۳   | صربستان و مونته‌نگرو | ۲۰–۲۵ | ۲۶–۲۴ | ۲۳–۲۵ | ۲۱–۲۵ |       | ۹۰–۹۹   |
| ۱۳ ژوئن | بلغارستان           | ۳–۰   | هلند                | ۲۵–۲۲ | ۲۵–۱۸ | ۲۵–۱۸ |       |       | ۷۵–۵۸   |
| ۱۳ ژوئن | صربستان و مونته‌نگرو | ۳–۰   | کوبا                | ۲۵–۱۹ | ۲۵–۱۷ | ۲۵–۱۹ |       |       | ۷۵–۵۵   |
| ۱۵ ژوئن | بلغارستان           | ۲–۳   | هلند                | ۲۲–۲۵ | ۲۱–۲۵ | ۲۵–۱۹ | ۲۵–۲۰ | ۹–۱۵  | ۱۰۲–۱۰۴ |
| ۱۵ ژوئن | صربستان و مونته‌نگرو | ۳–۰   | کوبا                | ۲۵–۱۶ | ۲۵–۱۳ | ۲۵–۱۸ |       |       | ۷۵–۴۷   |
| ۲۰ ژوئن | بلغارستان           | ۳–۱   | صربستان و مونته‌نگرو | ۲۳–۲۵ | ۲۵–۲۰ | ۲۵–۲۱ | ۲۵–۲۲ |       | ۹۸–۸۸   |
| ۲۱ ژوئن | بلغارستان           | ۳–۲   | صربستان و مونته‌نگرو | ۱۴–۲۵ | ۲۵–۲۳ | ۲۵–۲۲ | ۲۰–۲۵ | ۱۵–۱۱ | ۹۹–۱۰۶  |
| ۲۰ ژوئن | کوبا                | ۳–۰   | هلند                | ۲۵–۱۸ | ۲۵–۲۳ | ۲۵–۱۹ |       |       | ۷۵–۶۰   |
| ۲۱ ژوئن | کوبا                | ۱–۳   | هلند                | ۱۹–۲۵ | ۱۹–۲۵ | ۲۵–۱۶ | ۲۳–۲۵ |       | ۸۶–۹۱   |
| ۲۷ ژوئن | صربستان و مونته‌نگرو | ۳–۰   | هلند                | ۲۷–۲۵ | ۲۵–۱۷ | ۲۵–۲۳ |       |       | ۷۷–۶۵   |
| ۲۷ ژوئن | کوبا                | ۱–۳   | بلغارستان           | ۲۰–۲۵ | ۲۵–۲۲ | ۱۹–۲۵ | ۱۳–۲۵ |       | ۷۷–۹۷   |
| ۲۸ ژوئن | صربستان و مونته‌نگرو | ۳–۱   | هلند                | ۳۴–۳۲ | ۲۳–۲۵ | ۲۵–۲۰ | ۲۵–۱۸ |       | ۱۰۷–۹۵  |
| ۲۸ ژوئن | کوبا                | ۳–۱   | بلغارستان           | ۲۵–۲۰ | ۱۷–۲۵ | ۲۵–۲۳ | ۲۵–۲۲ |       | ۹۲–۹۰   |

### گروه D
|      |        |          | مسابقات | مسابقات | ست‌ها | ست‌ها | ست‌ها  | امتیازها | امتیازها | امتیازها |
| رتبه | تیم    | امتیازها | برد     | باخت    | برد  | باخت | نسبت  | برد      | باخت     | نسبت     |
| ---- | ------ | -------- | ------- | ------- | ---- | ---- | ----- | -------- | -------- | -------- |
| ۱    | چک     | ۲۰       | ۸       | ۴       | ۲۹   | ۱۹   | ۱٫۵۲۶ | ۱٬۰۸۴    | ۱٬۰۴۳    | ۱٫۰۳۹    |
| ۲    | یونان  | ۱۹       | ۷       | ۵       | ۲۴   | ۲۵   | ۰٫۹۶۰ | ۱٬۰۹۲    | ۱٬۱۰۰    | ۰٫۹۹۳    |
| ۳    | فرانسه | ۱۸       | ۶       | ۶       | ۲۶   | ۲۰   | ۱٫۳۰۰ | ۱٬۰۹۱    | ۱۰۳۷     | ۱٫۰۵۲    |
| ۴    | ژاپن   | ۱۵       | ۳       | ۹       | ۱۶   | ۳۱   | ۰٫۵۱۶ | ۱٬۰۱۳    | ۱۱۰۰     | ۰٫۹۲۱    |

### نتایج گروه D[۴]
| تاریخ   |        | نتیجه |        | ست ۱  | ست ۲  | ست ۳  | ست ۴  | ست ۵  | مجموع   |
| ------- | ------ | ----- | ------ | ----- | ----- | ----- | ----- | ----- | ------- |
| ۱۶ مه   | فرانسه | ۳–۱   | چک     | ۲۰–۲۵ | ۲۵–۲۳ | ۲۵–۱۹ | ۲۵–۱۷ |       | ۹۵–۸۴   |
| ۱۶ مه   | یونان  | ۳–۰   | ژاپن   | ۲۵–۱۹ | ۲۵–۲۰ | ۲۵–۱۶ |       |       | ۷۵–۵۵   |
| ۱۷ مه   | فرانسه | ۳–۰   | چک     | ۲۵–۱۸ | ۲۵–۲۲ | ۲۵–۲۲ |       |       | ۷۵–۶۲   |
| ۱۷ مه   | یونان  | ۳–۱   | ژاپن   | ۲۵–۲۰ | ۲۵–۱۷ | ۲۲–۲۵ | ۲۵–۱۶ |       | ۹۷–۷۸   |
| ۲۳ مه   | فرانسه | ۱–۳   | ژاپن   | ۱۵–۲۵ | ۲۴–۲۶ | ۲۵–۲۲ | ۲۱–۲۵ |       | ۸۵–۹۸   |
| ۲۳ مه   | یونان  | ۳–۲   | چک     | ۲۱–۲۵ | ۲۵–۲۳ | ۱۹–۲۵ | ۲۵–۲۲ | ۱۵–۱۳ | ۱۰۵–۱۰۸ |
| ۲۴ مه   | فرانسه | ۳–۱   | ژاپن   | ۲۵–۱۶ | ۲۵–۱۸ | ۲۲–۲۵ | ۲۹–۲۷ |       | ۱۰۱–۸۶  |
| ۲۵ مه   | یونان  | ۰–۳   | چک     | ۲۷–۲۹ | ۲۲–۲۵ | ۲۳–۲۵ |       |       | ۷۲–۷۹   |
| ۳۱ مه   | چک     | ۳–۱   | فرانسه | ۲۵–۲۳ | ۱۸–۲۵ | ۲۵–۱۷ | ۲۵–۲۰ |       | ۹۳–۸۵   |
| ۳۱ مه   | ژاپن   | ۲–۳   | یونان  | ۲۵–۱۹ | ۲۱–۲۵ | ۲۲–۲۵ | ۲۵–۲۳ | ۱۲–۱۵ | ۱۰۵–۱۰۷ |
| ۱ ژوئن  | ژاپن   | ۳–۲   | یونان  | ۲۶–۲۸ | ۲۵–۱۶ | ۲۵–۲۲ | ۲۲–۲۵ | ۱۵–۱۳ | ۱۱۳–۱۰۴ |
| ۱ ژوئن  | چک     | ۳–۲   | فرانسه | ۱۹–۲۵ | ۲۵–۱۸ | ۱۹–۲۵ | ۲۶–۲۴ | ۱۸–۱۶ | ۱۰۷–۱۰۸ |
| ۶ ژوئن  | یونان  | ۰–۳   | فرانسه | ۲۴–۲۶ | ۲۸–۳۰ | ۲۳–۲۵ |       |       | ۷۵–۸۱   |
| ۷ ژوئن  | چک     | ۳–۰   | ژاپن   | ۲۵–۲۳ | ۲۵–۱۴ | ۲۶–۲۴ |       |       | ۷۶–۶۱   |
| ۷ ژوئن  | یونان  | ۳–۱   | فرانسه | ۲۵–۲۰ | ۱۶–۲۵ | ۳۰–۲۸ | ۲۸–۲۶ |       | ۹۹–۹۹   |
| ۸ ژوئن  | چک     | ۳–۰   | ژاپن   | ۲۵–۲۱ | ۲۵–۱۹ | ۲۵–۱۸ |       |       | ۷۵–۵۸   |
| ۱۳ ژوئن | فرانسه | ۲–۳   | یونان  | ۲۴–۲۶ | ۲۸–۳۰ | ۲۵–۲۲ | ۲۵–۲۱ | ۱۳–۱۵ | ۱۱۵–۱۱۴ |
| ۱۴ ژوئن | ژاپن   | ۱–۳   | چک     | ۲۰–۲۵ | ۲۲–۲۵ | ۲۵–۲۲ | ۲۲–۲۵ |       | ۸۹–۹۷   |
| ۱۵ ژوئن | ژاپن   | ۲–۳   | چک     | ۲۴–۲۶ | ۲۵–۲۰ | ۲۱–۲۵ | ۲۵–۲۳ | ۱۵–۱۷ | ۱۱۰–۱۱۱ |
| ۱۵ ژوئن | فرانسه | ۳–۰   | یونان  | ۲۵–۲۰ | ۲۵–۲۰ | ۲۵–۱۹ |       |       | ۷۵–۵۹   |
| ۲۱ ژوئن | چک     | ۳–۱   | یونان  | ۲۱–۲۵ | ۲۵–۱۶ | ۲۵–۲۰ | ۲۵–۱۳ |       | ۹۶–۷۴   |
| ۲۱ ژوئن | ژاپن   | ۰–۳   | فرانسه | ۲۶–۲۸ | ۲۶–۲۸ | ۱۷–۲۵ |       |       | ۶۹–۸۱   |
| ۲۲ ژوئن | ژاپن   | ۳–۱   | فرانسه | ۲۵–۲۲ | ۲۵–۲۳ | ۱۶–۲۵ | ۲۵–۲۱ |       | ۹۱–۹۱   |
| ۲۲ ژوئن | چک     | ۲–۳   | یونان  | ۲۱–۲۵ | ۲۵–۲۳ | ۲۵–۲۳ | ۱۷–۲۵ | ۸–۱۵  | ۹۶–۱۱۱  |

## دور نهایی
- میزبان:  بیستالگره، مادرید، اسپانیا
- تمامی زمان‌ها بر اساس ساعت رسمی اسپانیا می‌باشد.

### بازی‌های گروهی
|  | واجد شرایط برای حضور در دور نیمه‌نهایی |

#### گروه E
|      |                     |          | مسابقات | مسابقات | ست‌ها | ست‌ها | ست‌ها  | امتیازها | امتیازها | امتیازها |
| رتبه | تیم                 | امتیازها | برد     | باخت    | برد  | باخت | نسبت  | برد      | باخت     | نسبت     |
| ---- | ------------------- | -------- | ------- | ------- | ---- | ---- | ----- | -------- | -------- | -------- |
| ۱    | صربستان و مونته‌نگرو | ۶        | ۳       | ۰       | ۹    | ۲    | ۴٫۵۰۰ | ۲۶۲      | ۲۳۶      | ۱٫۱۱۰    |
| ۲    | چک                  | ۵        | ۲       | ۱       | ۶    | ۵    | ۱٫۲۰۰ | ۲۵۹      | ۲۴۰      | ۱٫۰۷۹    |
| ۳    | اسپانیا             | ۴        | ۱       | ۲       | ۵    | ۷    | ۰٫۷۱۴ | ۲۶۳      | ۲۸۳      | ۰٫۹۲۹    |
| ۴    | یونان               | ۳        | ۰       | ۳       | ۳    | ۹    | ۰٫۳۳۳ | ۲۵۶      | ۲۸۱      | ۰٫۹۱۱    |

| تاریخ    | ساعت  |                     | امتیاز |                     | ست ۱  | ست ۲  | ست ۳  | ست ۴  | ست ۵ | مجموع | گزارش |
| -------- | ----- | ------------------- | ------ | ------------------- | ----- | ----- | ----- | ----- | ---- | ----- | ----- |
| ۸ ژوئیه  | ۱۰:۳۸ | صربستان و مونته‌نگرو | ۳–۰    | چک                  | ۲۵–۲۳ | ۲۵–۲۲ | ۲۶–۲۴ |       |      | ۷۶–۶۹ | P2    |
| ۸ ژوئیه  | ۲۰:۰۸ | اسپانیا             | ۳–۱    | یونان               | ۲۲–۲۵ | ۲۵–۲۱ | ۲۵–۲۲ | ۲۵–۲۳ |      | ۹۷–۹۱ | P2    |
| ۹ ژوئیه  | ۱۳:۰۷ | یونان               | ۱–۳    | چک                  | ۲۵–۱۸ | ۱۹–۲۵ | ۲۱–۲۵ | ۱۵–۲۵ |      | ۸۰–۹۳ | P2    |
| ۹ ژوئیه  | ۲۰:۰۸ | اسپانیا             | ۱–۳    | صربستان و مونته‌نگرو | ۱۹–۲۵ | ۲۰–۲۵ | ۲۵–۲۰ | ۱۸–۲۵ |      | ۸۲–۹۵ | P2    |
| ۱۰ ژوئیه | ۱۳:۰۷ | صربستان و مونته‌نگرو | ۳–۱    | یونان               | ۲۶–۲۴ | ۲۵–۱۵ | ۱۵–۲۵ | ۲۵–۲۱ |      | ۹۱–۸۵ | P2    |
| ۱۰ ژوئیه | ۲۰:۰۷ | چک                  | ۳–۱    | اسپانیا             | ۲۵–۱۵ | ۲۵–۲۱ | ۲۲–۲۵ | ۲۵–۲۳ |      | ۹۷–۸۴ | P2    |

#### گروه F
|      |           |          | مسابقات | مسابقات | ست‌ها | ست‌ها | ست‌ها  | امتیازها | امتیازها | امتیازها |
| رتبه | تیم       | امتیازها | برد     | باخت    | برد  | باخت | نسبت  | برد      | باخت     | نسبت     |
| ---- | --------- | -------- | ------- | ------- | ---- | ---- | ----- | -------- | -------- | -------- |
| ۱    | برزیل     | ۶        | ۳       | ۰       | ۹    | ۳    | ۳٫۰۰۰ | ۲۹۱      | ۲۵۰      | ۱٫۱۶۴    |
| ۲    | ایتالیا   | ۴        | ۱       | ۲       | ۶    | ۷    | ۰٫۸۵۷ | ۲۹۹      | ۲۹۲      | ۱٫۰۲۴    |
| ۳    | بلغارستان | ۴        | ۱       | ۲       | ۵    | ۷    | ۰٫۷۱۴ | ۲۵۸      | ۲۷۸      | ۰٫۹۲۸    |
| ۴    | روسیه     | ۴        | ۱       | ۲       | ۵    | ۸    | ۰٫۶۲۵ | ۲۶۹      | ۲۹۷      | ۰٫۹۰۶    |

| تاریخ    | ساعت  |           | امتیاز |           | ست ۱  | ست ۲  | ست ۳  | ست ۴  | ست ۵  | مجموع   | گزارش |
| -------- | ----- | --------- | ------ | --------- | ----- | ----- | ----- | ----- | ----- | ------- | ----- |
| ۸ ژوئیه  | ۱۳:۰۸ | برزیل     | ۳–۱    | بلغارستان | ۱۹–۲۵ | ۲۵–۲۱ | ۲۵–۱۸ | ۲۵–۱۱ |       | ۹۴–۷۵   | P2    |
| ۸ ژوئیه  | ۱۷:۳۷ | روسیه     | ۳–۲    | ایتالیا   | ۲۰–۲۵ | ۲۵–۲۰ | ۱۹–۲۵ | ۲۵–۲۲ | ۱۵–۱۳ | ۱۰۴–۱۰۵ | P2    |
| ۹ ژوئیه  | ۱۰:۳۶ | بلغارستان | ۱–۳    | ایتالیا   | ۲۵–۲۱ | ۱۹–۲۵ | ۲۳–۲۵ | ۲۳–۲۵ |       | ۹۰–۹۶   | P2    |
| ۹ ژوئیه  | ۱۷:۳۷ | برزیل     | ۳–۱    | روسیه     | ۲۵–۱۹ | ۲۴–۲۶ | ۲۵–۱۷ | ۲۵–۱۵ |       | ۹۹–۷۷   | P2    |
| ۱۰ ژوئیه | ۱۰:۳۷ | بلغارستان | ۳–۱    | روسیه     | ۱۸–۲۵ | ۲۵–۲۳ | ۲۵–۱۸ | ۲۵–۲۲ |       | ۹۳–۸۸   | P2    |
| ۱۰ ژوئیه | ۱۷:۳۷ | ایتالیا   | ۱–۳    | برزیل     | ۲۹–۳۱ | ۲۱–۲۵ | ۲۵–۱۷ | ۲۳–۲۵ |       | ۹۸–۹۸   | P2    |

### نیمه‌نهایی
|  | نیمه‌نهایی           | نیمه‌نهایی |   |          | نهایی               | نهایی |  |
|  |                     |           |   |          |                     |       |  |
|  | ۱۲ ژوئیه            |           |   |          |                     |       |  |
|  | صربستان و مونته‌نگرو | ۱         |   |          |                     |       |  |
|  | ایتالیا             | ۰         |   |          |                     |       |  |
|  |                     |           |   |          |                     |       |  |
|  |                     |           |   |          | ۱۳ ژوئیه            |       |  |
|  |                     |           |   |          | صربستان و مونته‌نگرو | ۲     |  |
|  |                     | برزیل     | ۳ |          |                     |       |  |
|  |                     |           |   |          |                     |       |  |
|  |                     |           |   |          |                     |       |  |
|  |                     |           |   |          | مکان سوم            |       |  |
|  | ۱۲ ژوئیه            | ۱۲ ژوئیه  |   | ۱۳ ژوئیه | ۱۳ ژوئیه            |       |  |
|  | چک                  | ۰         |   | ایتالیا  | ۳                   |       |  |
|  | برزیل               | ۳         |   |          | چک                  | ۱     |  |

#### نیمه‌نهایی
| تاریخ    | ساعت  |                     | امتیاز |         | ست ۱  | ست ۲  | ست ۳  | ست ۴ | ست ۵ | مجموع | گزارش |
| -------- | ----- | ------------------- | ------ | ------- | ----- | ----- | ----- | ---- | ---- | ----- | ----- |
| ۱۲ ژوئیه | ۱۱:۰۷ | صربستان و مونته‌نگرو | ۳–۰    | ایتالیا | ۲۶–۲۴ | ۲۵–۲۲ | ۲۵–۱۶ |      |      | ۷۶–۶۲ | P2    |
| ۱۲ ژوئیه | ۱۳:۳۷ | چک                  | ۰–۳    | برزیل   | ۱۲–۲۵ | ۲۰–۲۵ | ۱۸–۲۵ |      |      | ۵۰–۷۵ | P2    |

#### بازی مکان سوم
| تاریخ    | ساعت  |         | امتیاز |    | ست ۱  | ست ۲  | ست ۳  | ست ۴  | ست ۵ | مجموع | گزارش |
| -------- | ----- | ------- | ------ | -- | ----- | ----- | ----- | ----- | ---- | ----- | ----- |
| ۱۳ ژوئیه | ۱۵:۰۷ | ایتالیا | ۳–۱    | چک | ۲۲–۲۵ | ۲۵–۲۲ | ۲۵–۲۲ | ۲۵–۱۹ |      | ۹۷–۸۸ | P2    |

#### نهایی
| تاریخ    | ساعت  |                     | امتیاز |       | ست ۱  | ست ۲  | ست ۳  | ست ۴  | ست ۵  | مجموع   | گزارش |
| -------- | ----- | ------------------- | ------ | ----- | ----- | ----- | ----- | ----- | ----- | ------- | ----- |
| ۱۳ ژوئیه | ۱۸:۰۷ | صربستان و مونته‌نگرو | ۲–۳    | برزیل | ۱۶–۲۵ | ۲۵–۲۱ | ۲۵–۱۹ | ۲۳–۲۵ | ۲۹–۳۱ | ۱۱۸–۱۲۱ | P2    |

## رده‌بندی نهایی
| رتبه | تیم                 |
| ---- | ------------------- |
| 1    | برزیل               |
| 2    | صربستان و مونته‌نگرو |
| 3    | ایتالیا             |
| ۴    | چک                  |
| ۵    | بلغارستان           |
| ۵    | اسپانیا             |
| ۷    | یونان               |
| ۷    | روسیه               |
| ۹    | لهستان              |
| ۱۰   | فرانسه              |
| ۱۰   | آلمان               |
| ۱۰   | هلند                |
| ۱۳   | کوبا                |
| ۱۳   | ژاپن                |
| ۱۳   | پرتغال              |
| ۱۳   | ونزوئلا             |

| قهرمان لیگ جهانی ۲۰۰۳ |
| --------------------- |
| · برزیل · دومین عنوان |

## جوایز
- باارزش‌ترین بازیکن

 ایوان میلیکوویچ
- بهترین اسپک زننده

 مارتین لبل
- بهترین دفاع کننده

 آندریا گریچ
- بهترین سرویس زننده

 آندریا گریچ